# Dia da Farra e do Beijo
"Dia da Farra e do Beijo" é uma canção da cantora brasileira Claudia Leitte, lançada em 28 de outubro de 2011 com pretensão de ser o primeiro single do álbum cancelado Verde e Amarelo - Ao Vivo.  foi incluída no álbum promocional Claudia Leitte (2011).
A canção foi composta e gravada pela dupla Marcos Paulo e Rulian sob o título de "Dia do Beijo". Claudia Leitte regravou a canção alterando o título para "Dia da Farra e do Beijo" para não confundir o título com o single "Beijar na Boca", lançado pela cantora em 2008.

## Lançamento
Composição da dupla Marcos Paulo e Rulian. A canção foi apresentada pela primeira vez em 15 de outubro de 2011 durante show da cantora em Pernambuco,  lançada para ser trabalhada durante o verão e o Carnaval de 2012. A canção foi posta para download digital no website de Claudia Leitte no dia de seu lançamento, 28 de outubro.

## Lista de faixas
| Dia da Farra e do Beijo - Single |                                     |                      |         |  |
| N.º                              | Título                              | Compositor(es)       | Duração |  |
| 1.                               | "Dia da Farra e do Beijo"           | Marcos Paulo, Rulian | 3:14    |  |
| 2.                               | "Dia da Farra e do Beijo" (Ao Vivo) | Marcos Paulo, Rulian | 3:14    |  |

## Desempenho nas paradas

### Posições
| Parada (2012)                                | Melhor posição |
| -------------------------------------------- | -------------- |
| Billboard Brasil Hot 100                     | 44             |
| Billboard Brasil Regional Salvador Hot Songs | 1              |